# Badghis
Badghis (بادغیس) és una província i abans un districte (de la província d'Herat) del nord-oest de l'Afganistan. El seu nom deriva del persa badkhis (بادخیز, lloc on s'aixeca el vent). La província es va crear el 1964 separada d'Herat amb porcions de la de Maymana. La seva superfícies és de 20.591 km² i la població vers 2005 era de 499.393 habitants. La capital és Qala-i Naw (o Kala-i Naw o Qala-e Naw), a mig camí entre Sheberghan i Herat.

## Districtes
| Districte               | Capital      | Població | Area      | Notes         |
| ----------------------- | ------------ | -------- | --------- | ------------- |
| Ab Kamari               | Sang Atesh   | 36,300   | 1,233 km² |               |
| Ghormach                | Ghormach     | 34,455   | ? km²     | Creat el 2004 |
| Jawand                  | Jawand       | 186,000  | 7,925 km² |               |
| Muqur                   | Muqur        | 15,900   | 695 km²   |               |
| Districte de Murghab    | Bala Murghab | 63,798   | 4,708 km² |               |
| Qadis                   | Qadis        | 55,727   | 3,202 km² |               |
| Qala-i Naw (Qala-e Naw) | Kala i Naw   | 88,032   | 1,061 km² |               |

## Història
Al començament de la conquesta àrab és assenyalada com una fortalesa heftalita. Nizak Tarkhan al-Haytal s'hi va retirar després de perdre Herat. Fou domini dels tahírides del Khorasan i els samànides. Els geògrafs del segle x donaven el nom a la regió situada al nord d'Herat i fins a Sarakhs però més tard es va estendre a la regió entre l'Hari Rud (riu Hari) i el riu Murghab.
Modernament la vila de Kala-i Naw era considerada la principal de la regió. El sòl és molt fèrtil tot i que no hi ha cap riu més que algun rierol afluent del Murghab; també hi ha bones pastures. Aquests terrenys, descrits al segle xix com els millors d'Àsia, foren objecte de disputa entre els mongols de l'Àsia central i els Il-kan de Pèrsia (1270).
Sota domini mongol era una zona de pastura on s'establien campaments regularmen. El campament d'estiu (ilak) de Badghis era quasi una ciutat en temps de Tamerlà i de fet algunes histories en parlen com una ciutat. Vers el 1280 les tropes karaunes de Sali Noyan havien esdevingut un grup separat mongol, però encara poc cohesionat i poc unificat. Una secció era dependent directament del Il-kan mentre que un altre operava a la regió de Badghis, al Khurasan (Herat). Els amirs de les dues seccions eren nomenats pels il-kan i no era un càrrec hereditari tot i que la secció principal de Kunduz i Baghlan en certa manera ho fou per un temps ja que a Sali Noyan el va succeir el seu fill Uladu i a aquest el seu fill Baktut. Sota Uladu les dues seccions es van reunificar ja que l'Il-kan li va donar el comandament de la secció personal i devia conservar el comandament de l'altre secció ja que va estar actiu al Badghis i a Juwayn (Juvain). Oljeitu va concedir les pastures de Badghis al príncep txagataïda Yasaur, el 1315, però aquest poc després devia estendre la seva jurisdicció a la regió entre Balkh i Kabul i al sud fins a les muntanyes de Kandahar. A la mort d'Oldjeitu (1316) es va mantenir lleial al successor Abu Said Bahadur Khan que fins aleshores era el nominal virrei de Khurasan i Mazanderan i estava sota custòdia del noble Sevindj, i que per certes intrigues no fou coronat immediatament sinó que es va demorar almenys fins a la primavera o l'estiu del 1317.
El 1363 en una assemblea sobre que havien de fer en endavant Tamerlà i Amir Husayn que estaven a l'exili, es va suggerir conquerir el Badghis (Herat) i d'allí saquejar Merv-i Shahijan el que elevaria la moral de la tropa i dels partidaris de Timur. Però Timur va optar per anar a Bakhtar. El 1381 xinquanta mil homes van travessar el riu Oxus cap al sud i van passar el que quedava de la tardor i el hivern a Balkh i a Sheburgan; al final del hivern va començar el saqueig del Badghis, que va permetre proveir als soldats de tot el necessari.
Xah Rukh tenia un ilak permanent a Badghis prop de Kizil Ribat El 1406 eren alli Xah Rukh i el seu fill Ulugh Beg i també el general (amir) lleialista Xah Malik. El 1407 amb Xah Rukh hi havia l'amir Midrab Bahadur. Xah Rukh hi passava molts estius (1405, 1406, 1407, 1409, 1410, 1411, 1415 etc...) 
La província de Badghis una de les darreres a caure en mans dels talibans quan van dominar Afganistan, on no tenien el suport de la població tadjik. La província fou recuperada per l'anomenada Aliança del Nord quan els Estats Units van iniciar la invasió el 2001. Le minoria paixtu a la província fou quasi exterminada.
L'equip de reconstrucció de la província és dirigit per Espanya. A començaments del 2009 es va informar que els talibans s'havien reorganitzat, eren uns quants milers i dominaven o tenien una forta presència al 85% de la província i recaptaven impostos a les mateixes portes de la base espanyola.

## Població
Actualment està habitat per tadjiks, djamshids i hazares a més de minories turcmenes i paixtu.

## Personatges
És considerada el lloc de naixement del primer poeta persa Hanzala Badghisi

## Economia

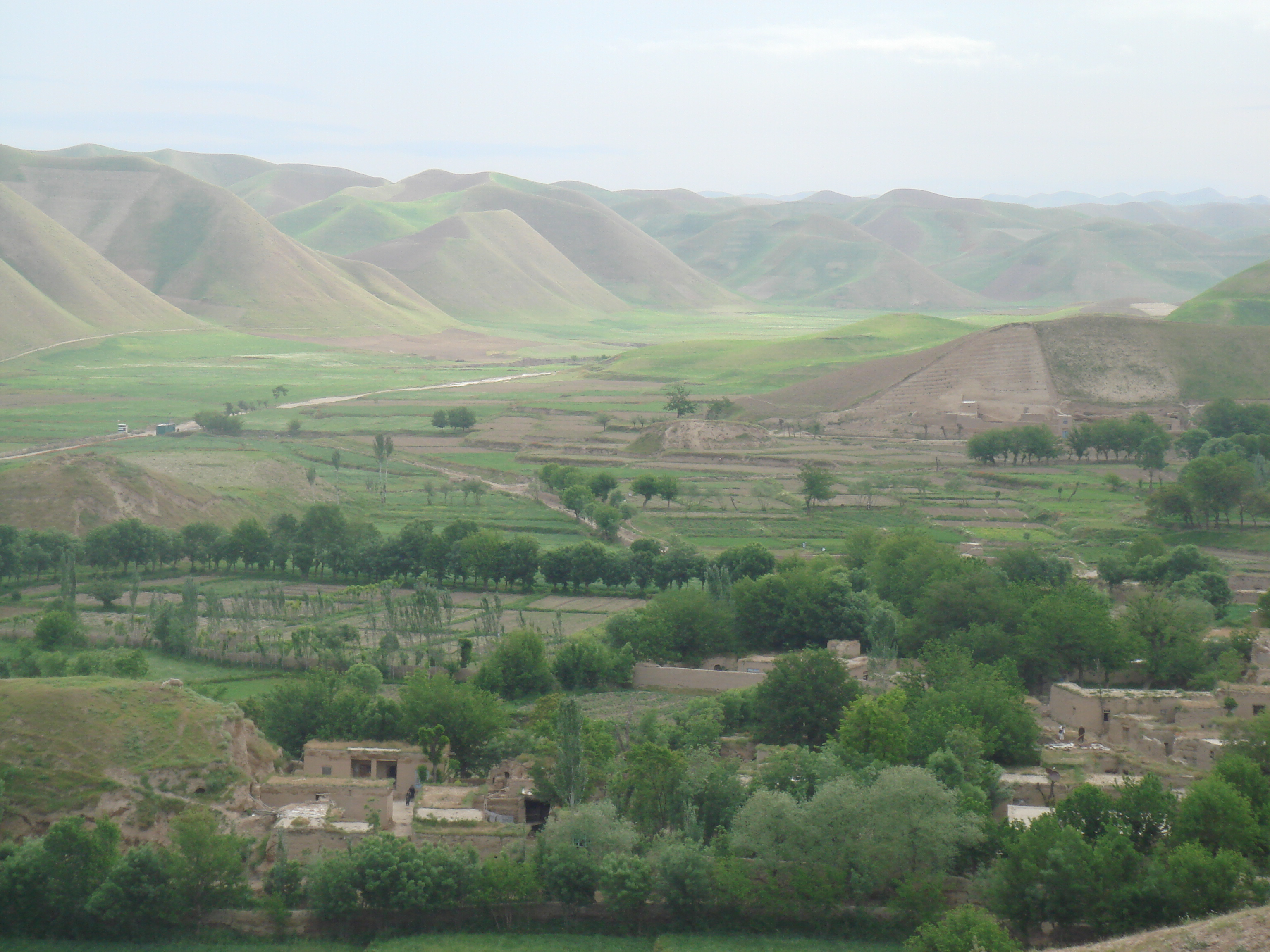
vila a Badghis

L'agricultura és l'única activitat de la província. La sequera dels anys noranta va obligar a milers de persones a sortir de la provincia. També s'hi fabriquen estores.

### Transports
Les carreteres són pèssimes. Hi ha un aeroport a la capital provincial per avions lleugers.